# Frédéric Duplus
Frédéric Duplus (Belfort, 7 april 1990) is een Frans voetballer die als rechtsback speelt. Hij speelde sinds augustus 2016 bij Royal Antwerp FC en was kapitein van de ploeg dat kampioen speelde en promoveerde naar de Belgische eerste klasse. Hij speelde eerder bij SV Zulte Waregem.
Na de promotie met Royal Antwerp FC vertrok Duplus naar de Franse tweedeklasser RC Lens waar hij één seizoen actief was. Sinds juli 2018 speelt Duplus bij het Belgische Oud-Heverlee Leuven.

## Clubcarrière
Duplus komt uit de jeugdacademie van FC Sochaux. Hij debuteerde voor Sochaux in de Coupe de la Ligue tegen Olympique Marseille. Op 29 oktober 2008 debuteerde hij in de Ligue 1 tegen Olympique Lyon. Hij begon in de basiself maar werd reeds na 32 minuten noodgedwongen vervangen met een zware blessure die hem zes maanden aan de kant hield. In januari 2011 werd hij voor een half jaar uitgeleend aan Vannes. Op 31 augustus 2011 werd hij voor een seizoen uitgeleend aan Guingamp. Tijdens het seizoen 2012/13 kwam hij niet aan spelen toe omwille van een zware knieblessure. In juni 2013 nam SV Zulte Waregem hem transfervrij over van FC Sochaux. Hij is gehaald als back-up voor Davy de Fauw. Hij debuteerde voor Essevee op 30 juli 2013 in de voorronde van de Champions League tegen PSV. Hij verving aan de rust Bryan Verboom. Sinds 2014 speelde hij bij R. White Star Bruxelles waarmee hij in 2016 kampioen werd in de Tweede klasse. Nadat White Star Bruxelles geen proflicentie kreeg, en degradeerde naar de derde klasse, was Duplus een vrije speler. In de zomer van 2016 tekende hij een contract bij Royal Antwerp FC waarmee hij ook kampioen speelde in 2017.

## Statistieken
| Seizoen | Club                  | Land      | Competitie         | Duels | Doelp. |
| ------- | --------------------- | --------- | ------------------ | ----- | ------ |
| 2008/09 | FC Sochaux            | Frankrijk | Ligue 1            | 1     | 0      |
| 2009/10 | FC Sochaux            | Frankrijk | Ligue 1            | 10    | 0      |
| 2010/11 | → Vannes OC           | Frankrijk | Ligue 2            | 15    | 1      |
| 2011/12 | → EA Guingamp         | Frankrijk | Ligue 2            | 32    | 1      |
| 2012/13 | FC Sochaux            | Frankrijk | Ligue 1            | 0     | 0      |
| 2013/14 | SV Zulte Waregem      | België    | Jupiler Pro League | 13    | 0      |
| 2014/15 | White Star Brussel    | België    | Proximus League    | 12    | 0      |
| 2015/16 | White Star Brussel    | België    | Proximus League    | 31    | 2      |
| 2016/17 | Royal Antwerp FC      | België    | Proximus League    | 25    | 0      |
| 2017/18 | Royal Antwerp FC      | België    | Jupiler Pro League | 5     | 1      |
| 2017/18 | RC Lens               | Frankrijk | Ligue 2            | 25    | 1      |
| 2018/19 | Oud-Heverlee Leuven   | België    | Eerste klasse B    | 2     | 1      |
| 2019/20 | Oud-Heverlee Leuven   | België    | Eerste klasse B    | 28    | 0      |
| 2020/21 | Oud-Heverlee Leuven   | België    | Jupiler Pro League | 6     | 1      |
| 2021/22 | Royal Excel Moeskroen | België    | Eerste klasse B    | 21    | 2      |
| 2022/23 | SL16 FC               | België    | Eerste klasse B    | 26    | 0      |
| 2023/24 | SL16 FC               | België    | Eerste klasse B    | 0     | 0      |
| Totaal  | Totaal                | Totaal    | Totaal             | 202   | 7      |

## Nationale jeugdelftallen
Duplus nam met Frankrijk deel aan het WK -17 in 2007 in Zuid-Korea. Het team haalde de kwartfinale, waarin het werd uitgeschakeld door Spanje. Duplus kwam uit voor meerdere Franse jeugdelftallen.
1 Leysen ·
3 Shlomo ·
5 Ngawa ·
6 Dom ·
7 Thorsteinsson ·
8 Schrijvers ·
9 Brunes ·
10 Holzhauser ·
11 Banzuzi ·
13 Kiyine ·
14 Ricca ·
15 N'Dri ·
16 Prévot ·
17 Mueanta ·
18 Miguel ·
20 Mendyl ·
21 Opoku ·
22 Calut ·
23 Schingtienne ·
28 Pletinckx ·
33 Maertens  ·
37 Taildeman ·
38 Ravet ·
43 Nsingi ·
52 Sagrado ·
77 Vlietinck ·
88 Maziz ·
Coach: García